# Lunar Leeper
Lunar Leeper (также известная как Lunar Leepers) — компьютерная игра, которую разработал Чак «Чаклз» Бьюче (англ. Chuck «Chuckles» Bueche). Издана в 1982 году компанией SierraVision.
В 1984 году портирована на Commodore 64 и VIC-20.

## Игровой процесс
Действие игры происходит на планете Opthamalia, в долине существ под названием Leeper’ы (далее «липеры»), которые согласно руководству, являются всеядными существами, у которых «…две длинные резиновые ноги, один глаз и массивный зелёный клюв…».
Всего в игре 8 уровней, на первом из которых игрок пилотирует космический корабль и спасает членов экипажа, оказавшихся в долине среди липеров. Корабль перемещается по горизонтали в вертикали, в то время как на поверхности планеты находятся липеры и члены экипажа. Липеры преследуют корабль, пытаясь прыгнуть и достать его. Корабль же имеет ограниченный запас топлива, который можно пополнять на базе. Также имеется некоторые число зарядов для выстрелов, которыми можно убивать липеров. Таким образом, нужно липеров избегать или расстреливать, а при этом находить, забирать членов экипажа и отвозить их на базу.
После того как все члены экипажа будут спасены или убиты, начинается вторая фаза. В этой фазе игрок проводит корабль через пещеры в поисках гигантского глазного яблока, которое должно быть уничтожено. Препятствиями в пещере являются ловушки с автоматическими лазерами и существа, известные как Trabant’ы.

## Разработка и выпуск
Версия игры для Apple II была защищена от копирования с помощью Sierra’s Spiradisc system, но её можно было обойти с помощью сектора редактора.

## Оценки и мнения
| Иноязычные издания | Иноязычные издания |
| Издание            | Оценка             |
| ------------------ | ------------------ |
| TeleMatch          | [ 2 ]              |

Рецензент Personal Computer Games нашёл версию Lunar Leeper для Apple II увлекательной и приятной, а её звук и графику посчитал превосходными. Отдельно была отемчена аккуратность и детальность руководства.